# Кампос
Кампос (на португалски: campo – поле, открито място) е своеобразна тропическа и субтропическа екосистема от типа на саваните в Бразилия. Причините за възникването на кампосите е деградацията на почвите, поради прекомерната паша на добитъка и изкуствено предизвиканите от човека пожари. Рядката дървесна растителност се е приспособила към сухия климат. Листата на дърветата са жилави, опушени и покрити с дебела восъчна ципа. Техните дълбоки корени достигат нивото на грунтовите води, а дебелата им и лека кора е устойчива на огън. Широко разпространение имат ниските и криви дървета кашу с височина 4 – 8 m, които са представители на храстите шапаро, (Curatella americana), манго-бейра (Haucornia speciosa) и др.

## Разпространение
Кампосите са разположени в централните части на Бразилската планинска земя, на територията на бразилските щати Мато Гросо, Мато Гросо до Сул, Гояс и Токантинс. В щата Пиауи заемат тясна ивица от река Сао Франсиско до атлантическото крайбрежие. Общата площ на териториите заети от кампоси в Бразилия е около 1,5 млн. km².

## Видове кампоси
Има три вида кампоси:
- кампос серадос (campo cerrado) – обширни тревисти пространства заети от житни треви с редки ниски (височина 2 – 3 m) и криви дървета с храсти. Разпространени са в южната част на щата Мато Гросо и западната част на щата Мато Гросо до Сул.
- кампос сужос – върху сухи и леки почви се развиват криви дървета и храсти, които растат или отделно или на групи.
- кампос лимпос – обширни тревисти савани, лишени от дървета, които са характерни за щата Мато Гросо и низината Пантанал. По долините на реките растат т.нар. галерийни гори, образувани от много по-едри и високи дървета.[1]

## Икономическо значение
В миналото кампосите са били покрити с гъста тревиста растителност, а днес почти изцяло са селскостопанско усвоени, заети от пасища за едър рогат добитък и овце или от монокултурно растениевъдство (соя, тютюн, царевица, захарна тръстика, лозя, овощия). Поради това, че кампосите са разположени в Южното полукълбо, където сезоните са обратни от тези в Северното, те поставят местните търговци на селскостопанска продукция в много изгодно положение, защото те доставят селскостопански продукти в Северното полукълбо, когато там е зимата и пролетта. В тези райони голямо разпространение има желязното дърво кебрачо.